# Aetheomorpha pseudonagaensis
Aetheomorpha pseudonagaensis is een keversoort uit de familie bladkevers (Chrysomelidae). De wetenschappelijke naam van de soort werd in 1988 gepubliceerd door Medvedev.